# Walker Township (comté de Juniata, Pennsylvanie)
Walker Township est un township situé au sud de la partie centrale du comté de Juniata, en Pennsylvanie, aux États-Unis,. En 2010, il comptait une population de 2 738 habitants.

## Démographie
Lors du recensement de 2010, le township comptait une population de 2 738 habitants. Elle est estimée, en 2018, à 2 746 habitants.

### Source de la traduction
- (en) Cet article est partiellement ou en totalité issu de l’article de Wikipédia en anglais intitulé « Walker Township, Juniata County, Pennsylvania » (voir la liste des auteurs).